# Уфимская ТЭЦ-3
Уфимская ТЭЦ-3 — теплоэлектроцентраль, расположенная в городе Уфе Республики Башкортостан. Входит в состав Общества с ограниченной ответственностью «Башкирская генерирующая компания».

## История
Строительство ТЭЦ-3 начато в 1947 году. В октябре 1951 года были введены в эксплуатацию первый паровой котёл и первый турбогенератор. В 1954 году строительство станции было закончено.
В начале 2014 года выработавшая свой ресурс турбина № 4 Р-25-90 была заменена на новую турбину марки Р-28/3,3-8,8/2,1 изготовленную Калужским турбинным заводом.
В 2015 году планируется заменить турбину № 5 ПТ-30-90/10 на турбину аналогичной мощности.

## Описание
Предприятие отпускает электрическую энергию, а также тепловую энергию в паре и в горячей воде на нужды отопления. Основными потребителями пара являются предприятия нефтеперерабатывающей промышленности — ОАО «Уфаоргсинтез», ОАО «Новойл» (Ново-Уфимский нефтеперерабатывающий завод). Основным видом топлива на ТЭЦ является природный газ, резервным — мазут. Также на ТЭЦ сжигается технологический и попутный газ с соседних предприятий нефтехимического комплекса.
В 2013 году Уфимская ТЭЦ-3 выработала 387,6 млн кВт·ч электрической энергии. Отпуск тепловой энергии в том же году составил 2 737 тыс. Гкал.